# Daïra de Sidi Naamane
Pour les articles homonymes, voir Naaman (homonymie).
La daïra de Sidi Naamane est une circonscription administrative algérienne située dans la wilaya de Médéa et la région du Titteri. Son chef-lieu est situé sur la commune éponyme de Sidi Naamane.
La daïra regroupe les trois communes de Sidi Naamane, khams Djouamaa et Bouchrahil.